# Bjerka

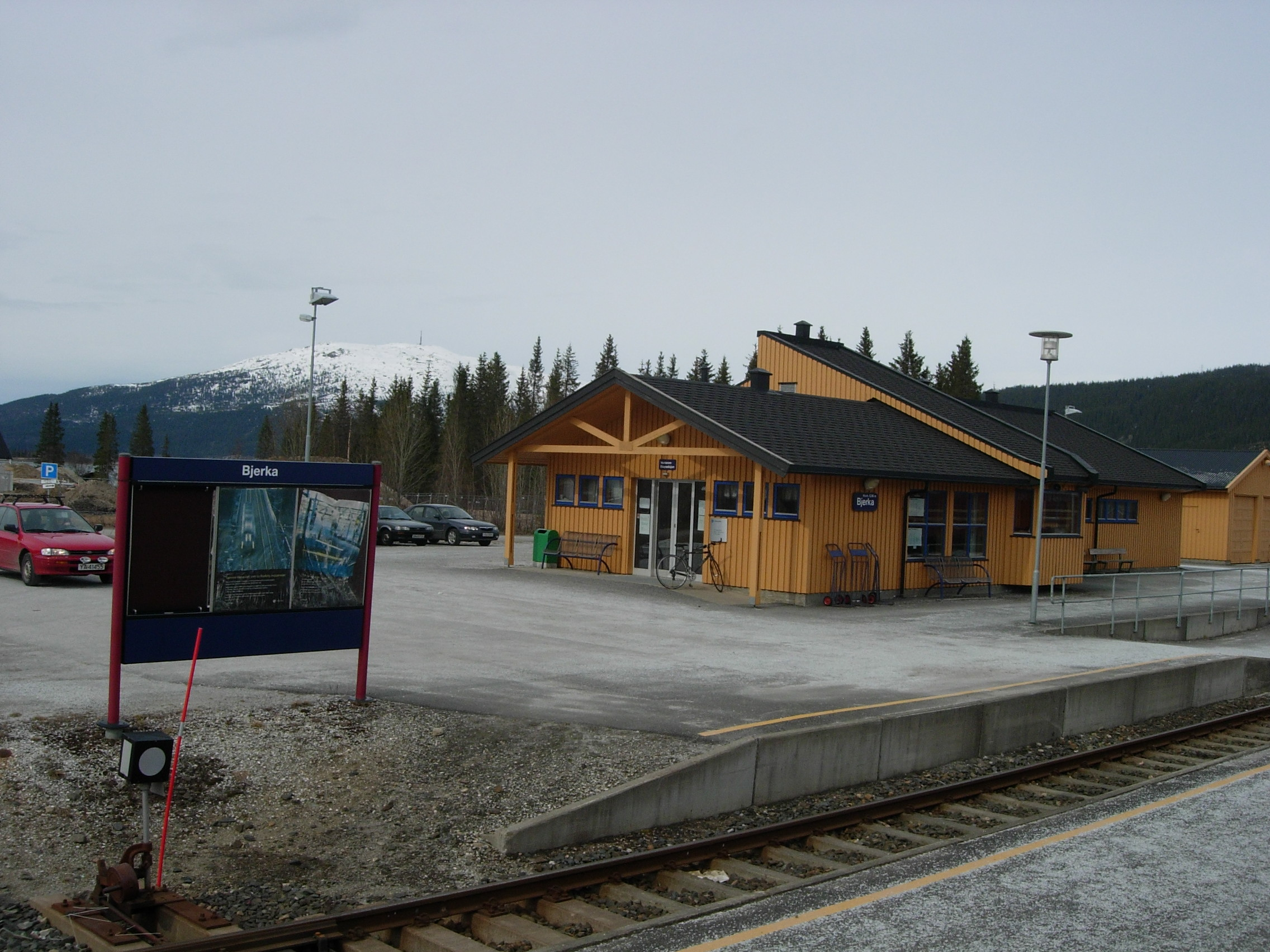
Gare de Bjerka.

Bjerka est une localité du comté de Nordland, en Norvège.

## Géographie
Administrativement, Bjerka fait partie de la kommune de Hemnes.